# Даниленко Ірина Іванівна
Ірина Іванівна Даниленко (народилася у місті Караганда, Казахстан) — український вчений-філолог, доктор філологічних наук, професор, завідувач кафедри української філології, теорії та історії літератури Чорноморського національного університету імені Петра Могили.

## Освіта і вчені ступені
- 1992 — закінчила факультет русистики в Карагандинському державному університеті.

- 1995 — в Алматинському державному університеті захистила кандидатську дисертацію з проблеми віршованого діалогу («Віршований діалог в епіграмі та байці XVII — першої половини XIX століття», спеціальність — «Теорія літератури»).

- З 1998 року проживає і працює в Україні.

- з 2001 року працює в Чорноморському національному університеті імені Петра Могили.

- У травні 2009 в Київському державному університеті імені Тараса Шевченка захистила докторську дисертацію на тему «Жанрова модифікація канону молитви в ліриці XVII—XX століть» зі спеціальності «Теорія літератури» (диплом від 11 лютого 2010 року)[1]

## Наукова творчість
Ірина Даниленко — автор понад 70-ти наукових праць, з-поміж яких основні:
- наукові монографії «Молитва як літературний жанр: генеза та еволюція» (2008)[2], «Біблійні жанри і концепти в поезії Тараса Шевченка» (2017.)

- навчальний посібник «Теорія віршування. Аналіз поетичного тексту»

- Написала 11 статей монографічного характеру для 6-томного видання «Шевченківська енциклопедія», підготовленого Інститутом літератури імені Т. Г. Шевченка Національної академії наук України.

Коло наукових інтересів: русистика, україністика, віршознавство, компаративістика, проблеми поетики літературного твору, генології, співвідношення сакрального й профанного в літературно-художньому дискурсі.

## Список основних наукових праць
- 1. Диалог в русской эпиграмме XVIII—XIX века //Поэтика жанра. — Караганда, 1992. — С. 17–26.
- 2. Диалог в русской басне XVIII—XIX века // Историческая поэтика. Структура жанра и образа: сборник научных трудов (межвузовский). — Караганда, 1993. — С. 64–70.
- 3. Рифма как средство связи в стихотворном диалоге // Функционирование единиц языка и речи. — Караганда, 1994. — С. 42–48.
- 4. Славянизмы в эпиграмме // Развитие славянской письменности и культуры: материалы межвузовской научно-практической конференции (22-23 мая 1995 года). — Караганда, 1995. — С. 72–78.
- 5. Диалог как средство выражения авторской позиции в эпиграмме // Вестник Карагандинского университета. — Вып. IV. — Серия: Гуманитарные науки, 1996. — С. 49–58.
- 6. Методические указания для студентов 5 курса по изучению дисциплины «Теория литературы». — Николаев: Изд-во НФ КиСУ, 2000. — 21 с.
- 7. Библиографический аппарат филологического исследования. — Николаев: Изд-во НФ КиСУ, 2000. — 30 с.
- 8. Використання принципу цілісного аналізу віршованого твору у вузівській практиці (на матеріалі поезії Л.Костенко «Спини мене отямся і отям…») // Наукові праці: науко-методичний журнал. — Вип.7. Педагогічні науки. — Миколаїв: Вид-во МДГУ ім. Петра Могили, 2002. — С.118–122.
- 9. Образ Гамлета в ліриці Г. Ахматової та М. Цвєтаєвої (до питання про своєрідність ліричної свідомості та суб'єктно-образної структури) // Наукові праці: науково-методичний журнал. — Вип. 2 (3). Педагогічні науки. — Миколаїв: Вид-во МДГУ ім. Петра Могили, 2002. — С. 37–41.
- 10. Стихотворный диалог как проблема // Журналистика на рубеже веков: проблемы и перспективы: сборник научных трудов по материалам Международной научно-практической конференции, посвященной 30-летию Каргу им. Е. А. Букетова. — Караганда, 2002. — С.439–443.
- 11. Анализ стихотворения Лины Костенко «Спини мене отямся і отям» // Проблемы поэтики и стиховедение: материалы Международной научной конференции, посвященной 75-летию Алматинского университета им. Абая и памяти профессора А. Л. Жовтиса (19–21 мая 21 мая 2003 г.) Ч.I. — Алматы: Казну, 2003.– С.167–170.
- 12. Образ Гамлета у поезіях О. Блока і Б. Пастернака (від поетики до свідомості) // Літературна компаративістика. — Вип. — К.: ПЦ «Фоліант», 2005. –182-190.
- 13. Модифікація жанрового канону молитви в ліриці Євгена Маланюка // Слово і час. — 2005. — № 1. — С. 36–41.
- 14. Віршована молитва як літературний жанр: постановка проблеми // Вісник Київського славістичного університету. — К., 2005. — С. 41– 47.
- 15. Епіграма молитовного змісту як жанровий різновид давньоукраїнської поезії // Літературознавчі студії. — К., 2005. — Вип.14. — С.110–113.
- 16. Молитва в поетичному дискурсі Тараса Шевченка // Слово і час. — К., 2006. — № 6. — С.15–20.
- 17. Молитва Господня в українській та російській поетичній традиції // Філологічні семінари: Національні моделі порівняльного літературознавства. — К., 2006. — Вип. 9. — С. 162—171.
- 18. Молитва в ліриці Тараса Шевченка // Шевченкознавчі студії: Збірник наукових праць. — Вип.9. — К., 2007. — С.16–20.
- 19. Шевченків «молитовний» триптих 1860 року// Віршознавчий семінар, присвячений пам'яті Михайла Леоновича Гаспарова. — К., 2006. — С. 63–71.
- 20. Давидова арфа й Тарасова кобза: про «Давидові псалми» Т. Г. Шевченка // Слово і час. — 2007. — № 5. — С.12–24.
- 21. Шевченків молитовний триптих 1860 року: від поетики до світогляду // Дивослово. — 2007. — № 3.– С.43–47.
- 22. Співвідношення sacrum / profanum у «Варіації первої Давидової псальми» П. Куліша // Новітня філологія. − Миколаїв: Вид-во МДГУ ім. Петра Могили. − 2007. − № 8 (28). − С. 150−153.
- 23. «Молитва» Тараса Шевченко: от поэтики к мировоззрению // Материалы VI-го международного семинара «Т. Г. Шевченко и мировая культура». — СПб., 2007. — С. 118—125.
- 24. «Давидові псалми» Ліни Костенко як продовження Шевченкової традиції переспіву псалмів // Вісник Луганського національного педагогічного університету імені Тараса Шевченка. Філологічні науки. — Ч. 2. — 2007. — № 22. − 48−52.
- 25. Церковна молитва в українському поетичному дискурсі // Українська мова та література. − 2008. − № 1. − С. 4−7.
- 26. «Світе ясний! Світе тихий!» Т. Шевчен-ка: до питання про ідейно-художню специфіку твору// Дивослово. − 2008. − № 3. − С. 41−44.
- 27. Жанр молитви в системі генології (до проблеми вивчення жанротво-рення в вузівських курсах) //Південний архів (збірник наукових праць: Філологічні науки). — Херсон: Херсонський державний університет, 2008. — Вип. ХХХХ. — С. 46–51.
- 28. Молитва в ліриці Богдана-Ігоря Антонича// Слово і час. — 2008. − № 8. — С. 22–30.
- 29. Чи є молитвою Шевченків вірш «Тим неситим очам»? (До проблеми ідейно-художньої своєрідності твору) // Українська мова та література. — 2008. — № 10. — С. 12–16.
- 30. Молитва в поетичному дискурсі Григорія Сковороди // Новітня філологія. − Миколаїв: Вид-во МДГУ ім. Петра Могили, 2008. − № 9 (29). − С.57−163.
- 31. Місце і роль псалмодики в культурному дискурсі європейських національних літератур // Новітня філологія. − Миколаїв: Вид-во МДГУ ім. Петра Могили, 2008. − № 10. − (30). − С. 141−150.
- 32. Індивідуально-авторська молитва в українській поезії ХІХ століття // Вісник Луганського національного педагогічного університету імені Тараса Шевченка. Філологічні науки. — Ч. 2. — 2008. — № 19 (158). − С. 33−38.
- 33. Молитва як літературний жанр: генеза та еволюція Миколаїв: Вид-во МДГУ ім. Петра Могили, 2008. — 304 с.
- 34. Псалтирна поезія у культурному дискурсі європейських національних літератур // Література. Фольклор. Проблеми поетики. — Вип. 31. — К.: ВПЦ «Київський ун-т», 2009. — С. 139—145.
- 35. Українська віршована молитва як результат секуляризації словесної творчості східних слов'ян // Вісник Луганського національного університету імені Тараса Шевченка. — 2009. — № 1 (164). — Філологічні науки. — С. 38–47.
- 36. Віршовий перенос як ритмічний засіб актуалізації семантики Шевченкового «Подражанія 11 псалму»// Наукові праці. — Миколаїв: МДГУ ім. Петра Могили, 2009.– Вип. 105. — С. 8–10.
- 37. Молитовна лірика Богдана Ігоря Антонича: до питання про світогляд поета // «Мистецтво творять шал і розум»: Творчість Богдана Ігоря Антонича. Рецепції та інтерпретації: збірник наукових праць. — Львів, 2011– Львів, 2011. ‒ С. 122‒133.
- 38. Питання індивідуально-авторської та національної ідентичності у Шевченковому вірші «Подражаніє Едуарду Сові» // Наукові праці. — Миколаїв: МДГУ ім. Петра Могили, 2011. — Вип. 156. — С. 41–43.
- 39. Літургія в поезії і на сцені // Літературний процес: Методологія, імена, тенденції: зб. наук. праць (філол. науки) / Київ. ун-т ім. Д. Гринченка. — К., 2012. — Вип. № 1. — С. 16-19.
- 40. Давидові псалми // Шевченківська енциклопедія: у 6 т. — Т. 2. — К.: Наукова думка, 2012. — С. 257—267.
- 41. Молитва // Шевченківська енциклопедія: у 6 т. — Т. 4. — К. : Наукова думка, 2013. — С. 294—298.
- 42. «Рольова» молитва в українському поетичному дискурсі // Наукові праці: науково-методичний журнал. — Т. 192. Вип. 180. Філологія. Літературознавство. — Миколаїв: Вид-во ЧДУ ім. Петра Могили, 2012. — С. 44–47.

## Громадська діяльність
Є організатором поетичного клубу «Гелікон» і театру декламаторів «Слухайте!»